# Skate America de 2016
El Skate America de 2016 fue una competición internacional de patinaje artístico sobre hielo de la temporada de 2016/17. Fue el primero de los seis eventos del Grand Prix de la temporada, una serie de competiciones sénior solo accesibles mediante invitación. La edición de 2016 tuvo lugar en Chicago, Illinois entre el 21 y el 23 de octubre. Además de recibir premios en las disciplinas de patinaje masculino, femenino, parejas y danza sobre hielo, los competidores también obtuvieron puntos para clasificarse para la final del Grand Prix.

## Resultados

### Patinaje individual masculino
| Clasificación | Nombre           | País           | Total  | Programa corto | Programa corto | Programa libre | Programa libre |
| ------------- | ---------------- | -------------- | ------ | -------------- | -------------- | -------------- | -------------- |
| 1             | Shoma Uno        | Japón          | 279,34 | 1              | 89,15          | 1              | 190,19         |
| 2             | Jason Brown      | Estados Unidos | 268,38 | 3              | 85,75          | 2              | 182,63         |
| 3             | Adam Rippon      | Estados Unidos | 261,43 | 2              | 87,32          | 3              | 174,11         |
| 4             | Serguéi Voronov  | Rusia          | 245,28 | 5              | 78,68          | 5              | 166,60         |
| 5             | Jin Boyang       | China          | 245,08 | 8              | 72,93          | 4              | 172,15         |
| 6             | Nam Nguyen       | Canadá         | 239,26 | 4              | 79,62          | 7              | 159,64         |
| 7             | Maksim Kovtun    | Rusia          | 230,75 | 10             | 67,43          | 6              | 163,32         |
| 8             | Timothy Dolensky | Estados Unidos | 226,53 | 6              | 77,59          | 8              | 148,94         |
| 9             | Jorik Hendrickx  | Bélgica        | 224,91 | 7              | 76,62          | 9              | 148,29         |
| 10            | Brendan Kerry    | Australia      | 211,76 | 9              | 71,62          | 10             | 140,14         |

### Patinaje individual femenino
| Clasificación | Nombre              | País           | Total  | Programa corto | Programa corto | Programa libre | Programa libre |
| ------------- | ------------------- | -------------- | ------ | -------------- | -------------- | -------------- | -------------- |
| 1             | Ashley Wagner       | Estados Unidos | 196,44 | 1              | 69,50          | 2              | 126,94         |
| 2             | Mariah Bell         | Estados Unidos | 191,59 | 6              | 60,92          | 1              | 130,67         |
| 3             | Mai Mihara          | Japón          | 189,28 | 2              | 65,75          | 3              | 123,53         |
| 4             | Gabrielle Daleman   | Canadá         | 186,63 | 4              | 64,49          | 4              | 122,14         |
| 5             | Gracie Gold         | Estados Unidos | 184,22 | 3              | 64,87          | 5              | 119,35         |
| 6             | Mao Asada           | Japón          | 176,78 | 5              | 64,47          | 6              | 112,31         |
| 7             | Serafima Sajanovich | Rusia          | 163,84 | 8              | 56,52          | 7              | 107,32         |
| 8             | Park So-youn        | Corea del Sur  | 161,36 | 7              | 58,16          | 8              | 103,20         |
| 9             | Roberta Rodeghiero  | Italia         | 149,13 | 9              | 52,62          | 10             | 96,51          |
| 10            | Kanako Murakami     | Japón          | 145,03 | 10             | 47,87          | 9              | 97,16          |
| 11            | Angelīna Kučvaļska  | Letonia        | 134,97 | 11             | 47,80          | 11             | 87,17          |

### Patinaje en parejas
| Clasificación | Nombre                                 | País           | Total  | Programa corto | Programa corto | Programa libre | Programa libre |
| ------------- | -------------------------------------- | -------------- | ------ | -------------- | -------------- | -------------- | -------------- |
| 1             | Julianne Séguin / Charlie Bilodeau     | Canadá         | 197,31 | 3              | 66,49          | 1              | 130,82         |
| 2             | Haven Denney / Brandon Frazier         | Estados Unidos | 192,65 | 2              | 67,29          | 2              | 125,36         |
| 3             | Yevguéniya Tarásova / Vladímir Morozov | Rusia          | 185,94 | 1              | 75,24          | 5              | 110,70         |
| 4             | Vanessa James / Morgan Ciprès          | Francia        | 174,65 | 4              | 65,78          | 7              | 108,87         |
| 5             | Kristina Astajova / Alekséi Rogonov    | Rusia          | 174,52 | 5              | 64,34          | 6              | 110,18         |
| 6             | Tarah Kayne / Daniel O'Shea            | Estados Unidos | 173,50 | 8              | 57,93          | 3              | 115,57         |
| 7             | Marissa Castelli / Mervin Tran         | Estados Unidos | 171,95 | 7              | 61,17          | 4              | 110,78         |
| 8             | Valentina Marchei / Ondřej Hotárek     | Italia         | 169,69 | 6              | 62,49          | 8              | 107,20         |

### Danza sobre hielo
| Clasificación | Nombre                               | País           | Total  | Danza corta | Danza corta | Danza libre | Danza libre |
| ------------- | ------------------------------------ | -------------- | ------ | ----------- | ----------- | ----------- | ----------- |
| 1             | Maia Shibutani / Alex Shibutani      | Estados Unidos | 185,75 | 1           | 73,04       | 1           | 112,71      |
| 2             | Madison Hubbell / Zachary Donohue    | Estados Unidos | 175,77 | 3           | 68,78       | 2           | 106,99      |
| 3             | Yekaterina Bobrova / Dmitri Soloviov | Rusia          | 174,77 | 2           | 68,92       | 3           | 105,85      |
| 4             | Charlène Guignard / Marco Fabbri     | Italia         | 165,44 | 5           | 64,79       | 5           | 100,65      |
| 5             | Yelena Ilinyj / Ruslan Zhiganshin    | Rusia          | 165,16 | 4           | 66,60       | 6           | 98,56       |
| 6             | Isabella Tobias / Ilia Tkachenko     | Israel         | 161,99 | 6           | 63,33       | 5           | 98,66       |
| 7             | Elliana Pogrebinsky / Alex Benoit    | Estados Unidos | 151,76 | 8           | 58,18       | 7           | 93,58       |
| 8             | Kana Muramoto / Chris Reed           | Japón          | 147,37 | 10          | 56,19       | 8           | 91,18       |
| 9             | Alisa Agafonova / Alper Uçar         | Turquía        | 146,10 | 7           | 58,98       | 9           | 87,12       |
| 10            | Yura Min / Alexander Gamelin         | Corea del Sur  | 141,50 | 9           | 56,25       | 10          | 85,25       |